# 871年
| 千纪： | 1千纪                                                                                           |
| 世纪： | 8世纪 \| 9世纪 \| 10世纪                                                                        |
| 年代： | 840年代 \| 850年代 \| 860年代 \| 870年代 \| 880年代 \| 890年代 \| 900年代                       |
| 年份： | 866年 \| 867年 \| 868年 \| 869年 \| 870年 \| 871年 \| 872年 \| 873年 \| 874年 \| 875年 \| 876年 |
| 纪年： | 辛卯年（兔年）；唐咸通十二年；南詔建極十二年；日本貞觀十三年                                    |

## 大事记
- 《日本文德天皇實錄》完成。
- 拜占庭皇帝巴西爾一世幫助法蘭克皇帝路易二世在攻滅阿拉伯人在義大利半島南部城市巴里建立的巴里酋長國。

## 出生
- 加西亞一世 (莱昂)，莱昂國王
- 李琪 (五代)，五代十国大臣
- 李周 (五代)，五代十国将领
- 王舆 (南唐)，五代十国将领
- 藤原時平，日本平安時代前期的公卿

## 逝世
- 埃塞尔雷德，威塞克斯国王
- 大虔晃，渤海国王
- 藤原顺子，日本仁明天皇的女御，文德天皇之母。